# Obeidia lucifera
Obeidia lucifera är en fjärilsart som beskrevs av Swinhoe 1893. Obeidia lucifera ingår i släktet Obeidia och familjen mätare. Inga underarter finns listade i Catalogue of Life.

## Bildgalleri

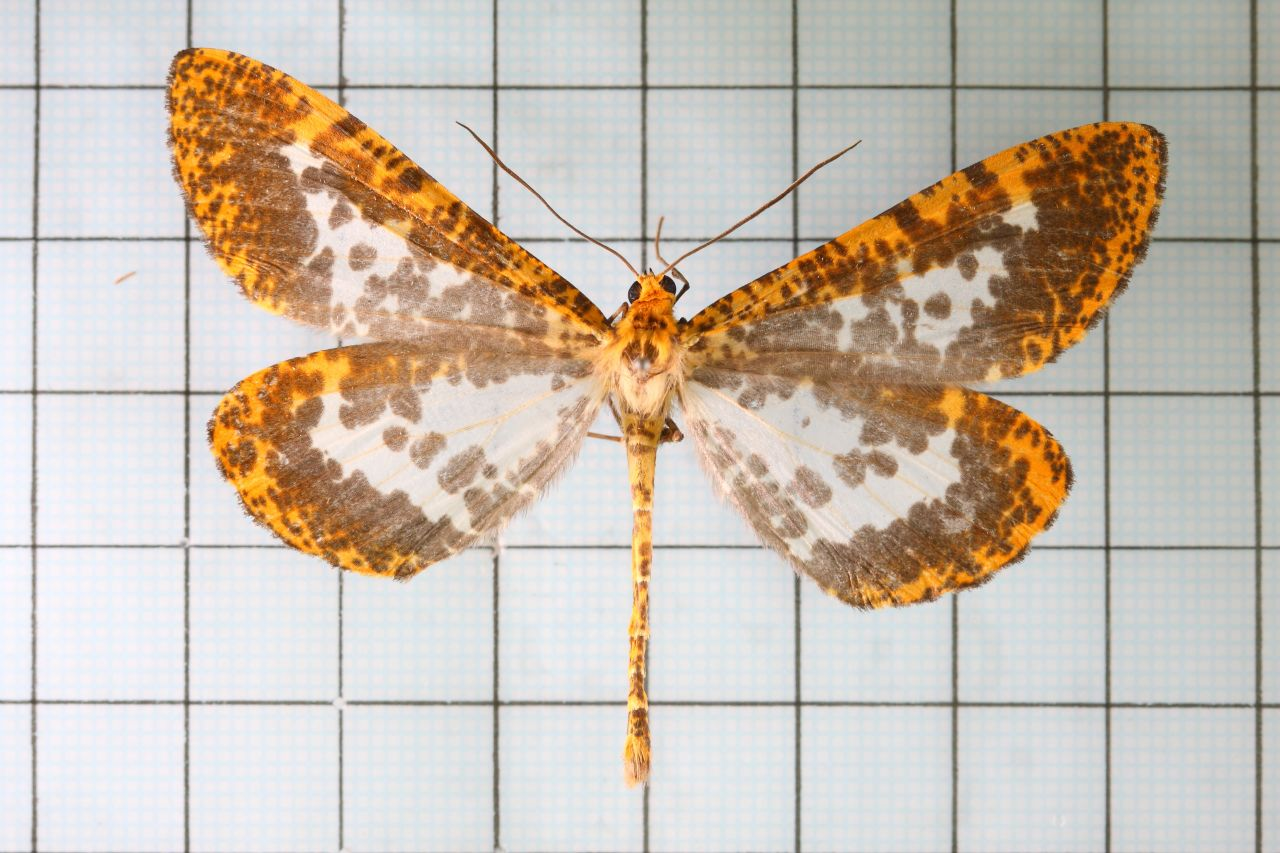
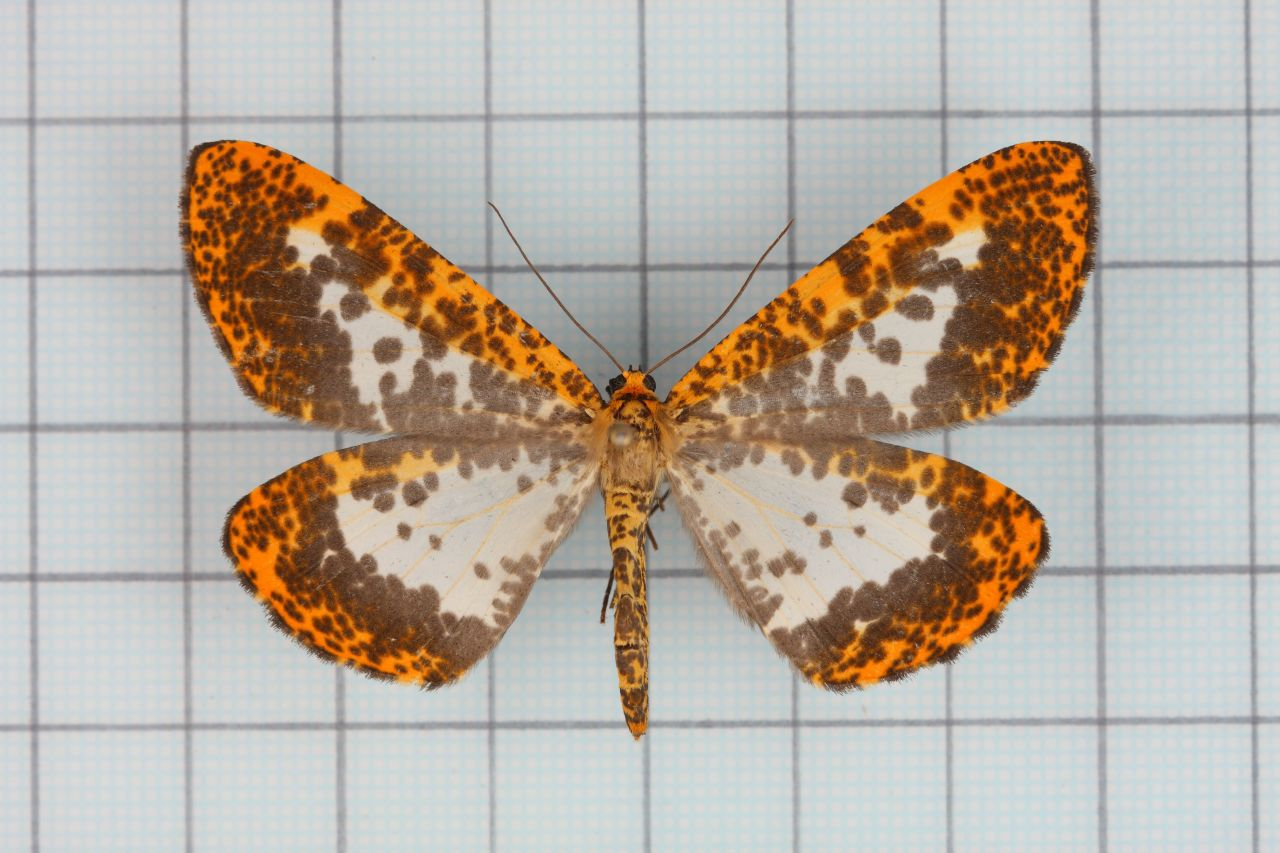
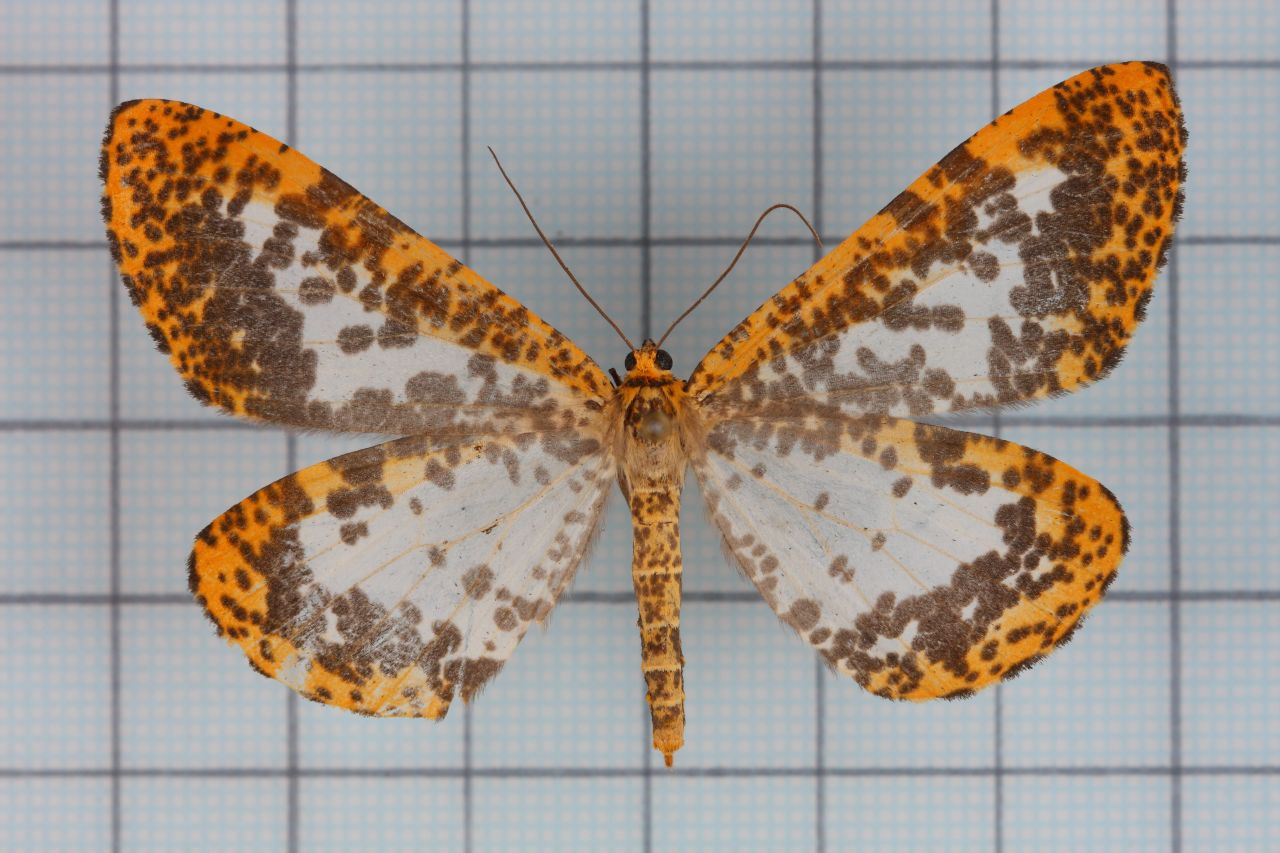
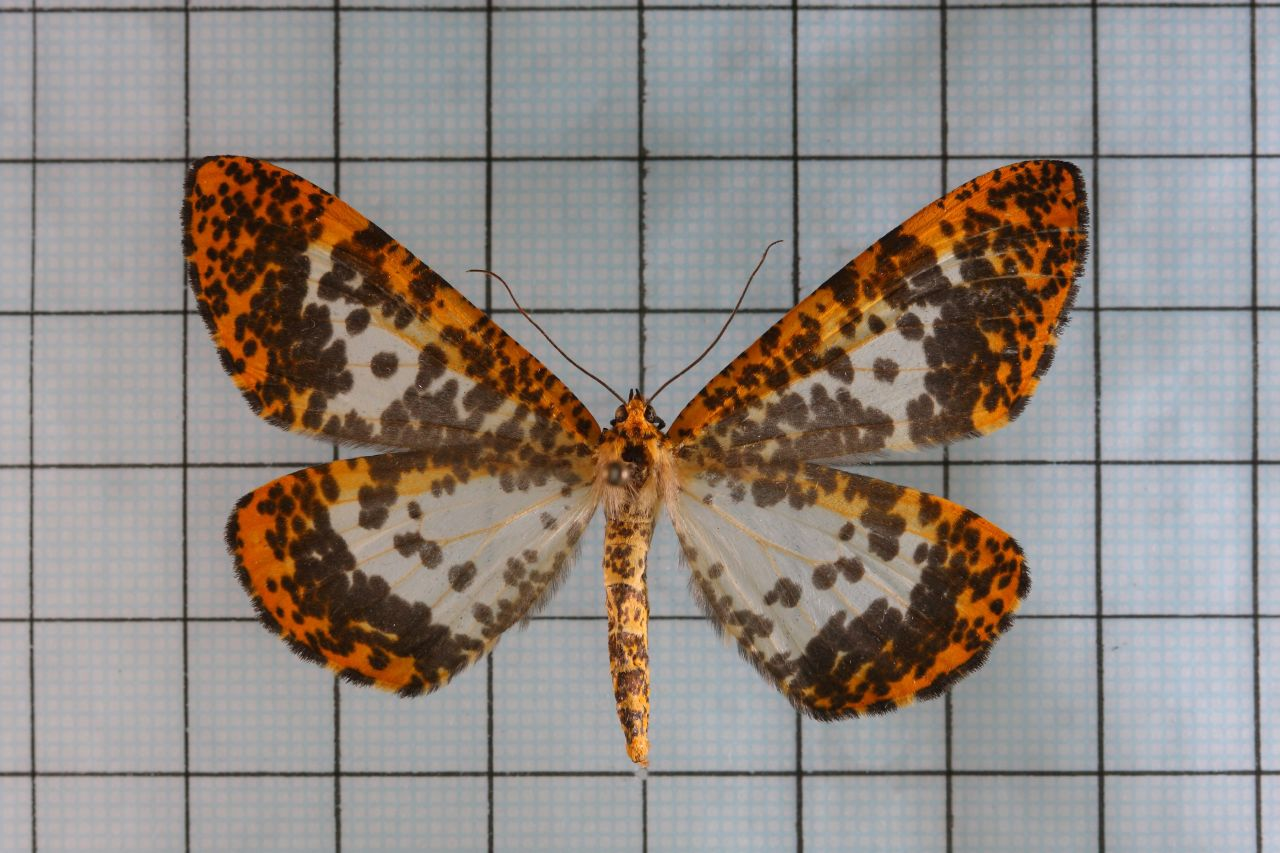
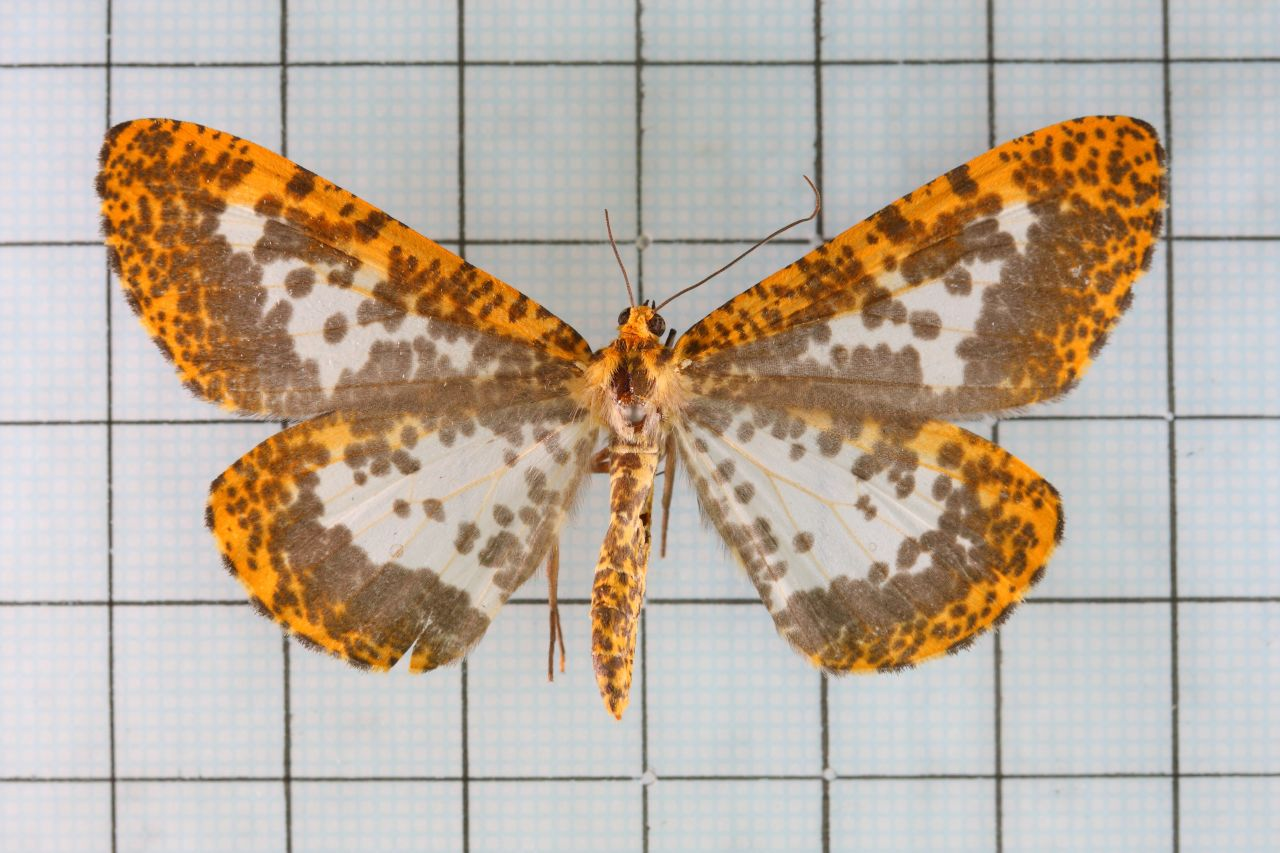
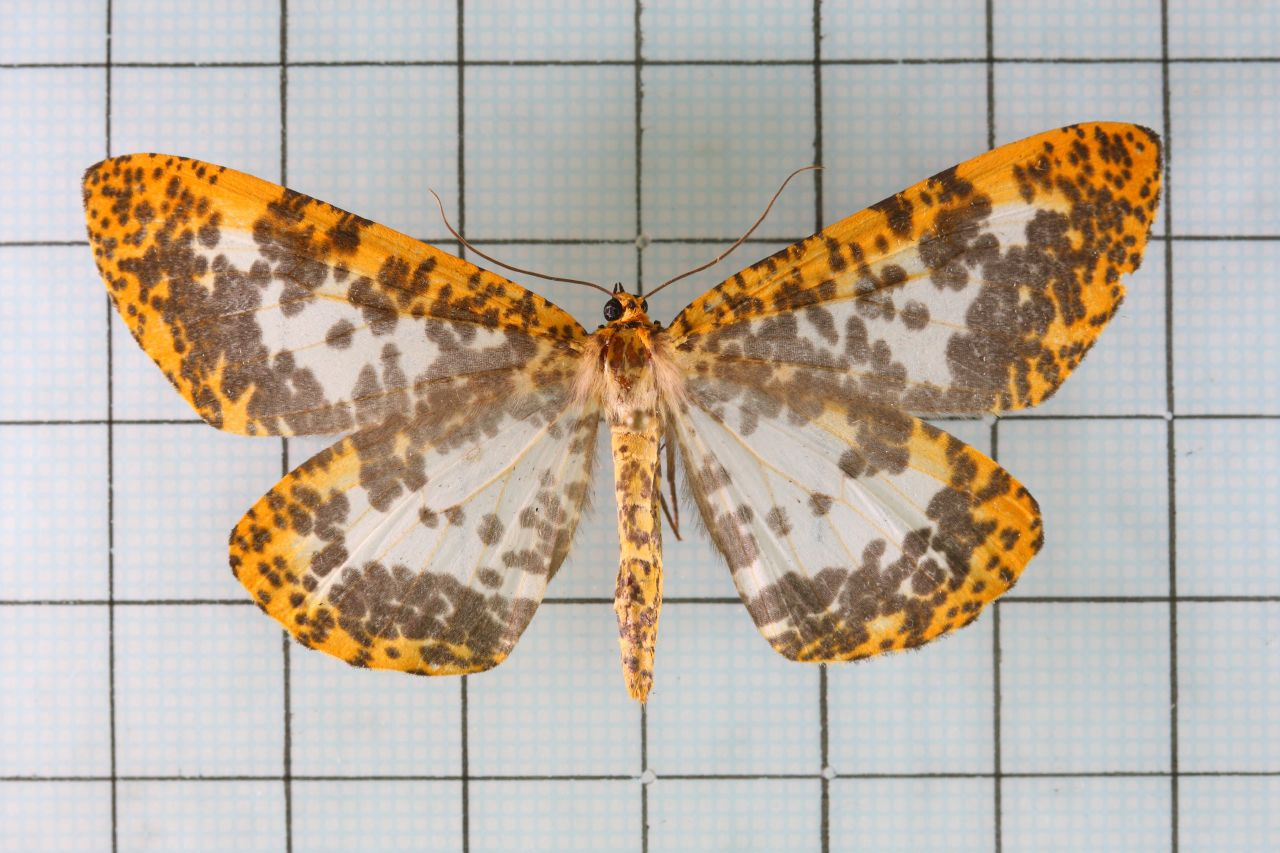